# Gare de Donetsk
La gare de Donetsk (en ukrainien : Донецьк) est une gare du Réseau ferré de Donestk. Elle est située au nord-ouest de la ville de Donetsk en Ukraine.

## Histoire
Le 21 mai 2012, la gare est remise en service après avoir été totalement remise à niveau et en partie reconstruite. Elle a conservé son bâtiment ancien rénové au sud-est et dispose de bâtiments modernes, notamment au nord-ouest.

Nouveaux bâtiments en 2012
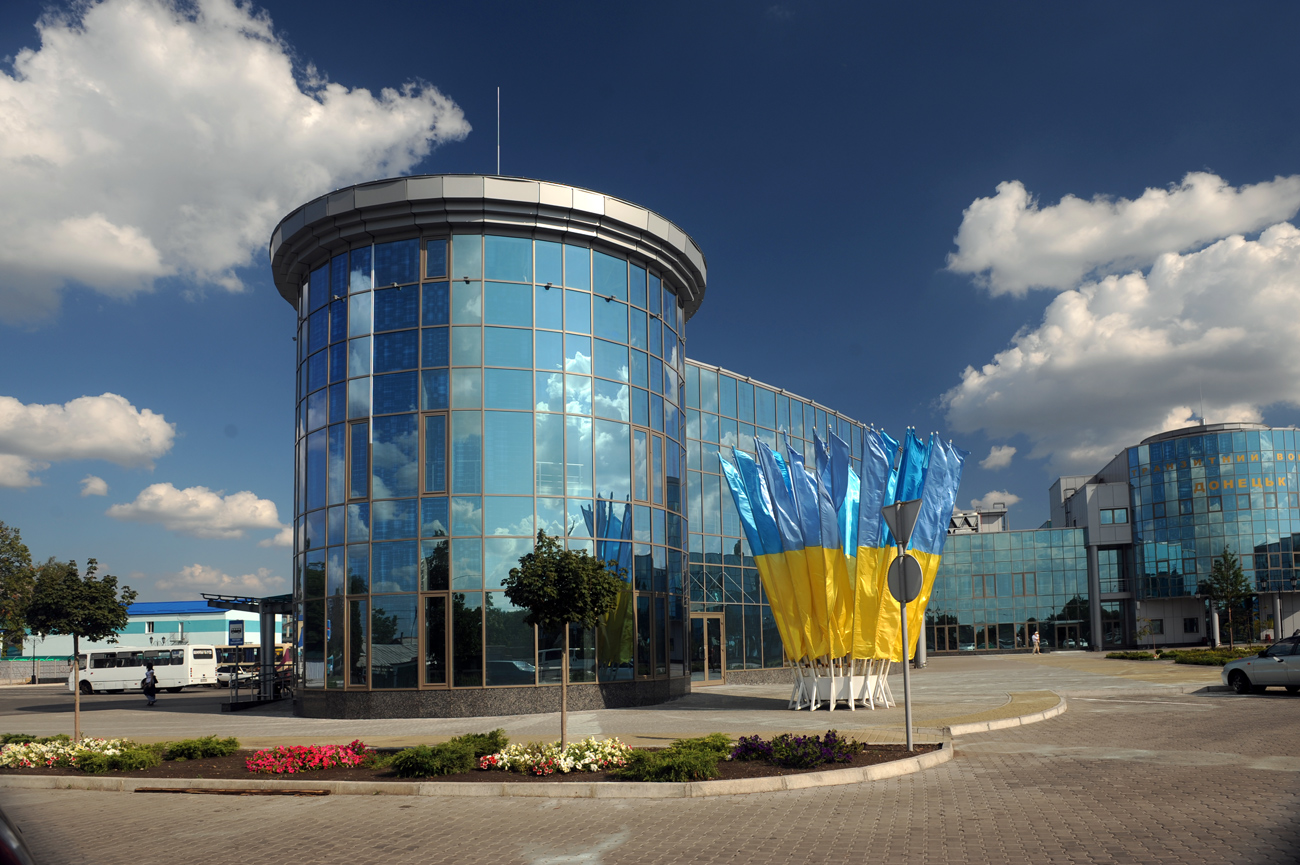
Au nord-ouest.
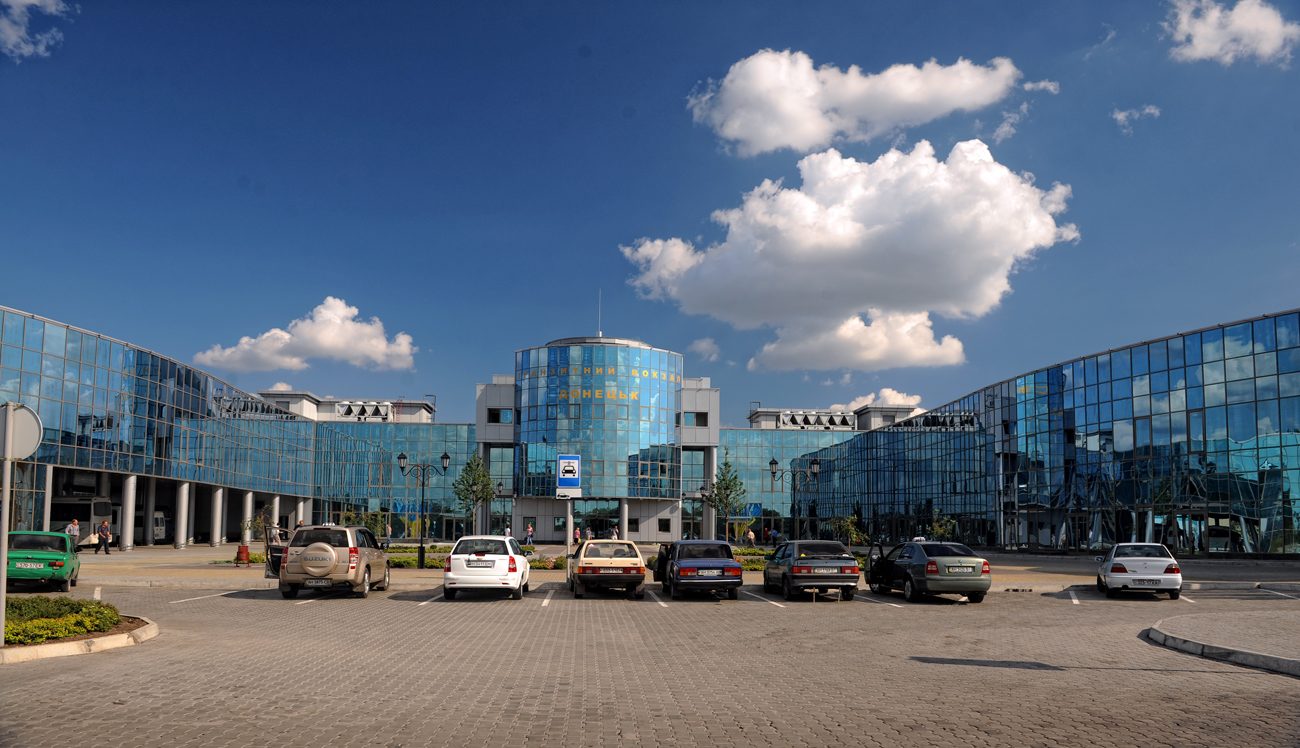
Au nord-ouest.